# Convento di Santa Maria in Borraccia
Il convento di Santa Maria in Borraccia è un edificio situato nel comune di Magliano in Toscana. La sua ubicazione è nella località di Santa Maria in Borraccia, nella parte sud-orientale del territorio comunale, non lontano dal monastero di San Bruzio (rispetto al quale sorge a nord-est) e poco a nord della località rurale di Morelle.

## Storia
Il convento sorse durante il Duecento nei pressi di Magliano in Toscana, ed era uno dei complessi religiosi che caratterizzavano la zona, assieme al monastero di San Bruzio.
La struttura rimase adibita per alcuni secoli per gli usi religiosi, venendo in seguito abbandonata: sul periodo e i motivi che comportarono la chiusura del convento vi è ancora incertezza.
In epoca recente, quasi certamente nel corso dell'Ottocento, l'intero complesso fu trasformato in struttura rurale.

## Aspetto attuale
Il convento di Santa Maria in Borraccia era ubicato presso l'attuale complesso rurale situato nell'omonima località.
La struttura architettonica, restaurata negli anni novanta, ha conservato gran parte degli originari elementi stilistici di epoca medievale, tanto da poter riconoscere tracce di romanico lombardo. Le strutture murarie esterne si presentano, infatti, interamente rivestite in blocchi di pietra, ove sono presenti alcuni elementi tamponati come ad esempio una monofora ad arco tondo in stile romanico. Nell'insieme, è riconoscibile anche l'originaria planimetria dell'antico complesso religioso ed è facilmente distinguibile l'area che ospitava la chiesa da quella in cui vi erano le celle conventuali.